# Cuauhtémoc, Guerrero
Cuauhtémoc är en ort i Mexiko.   Den ligger i kommunen Coahuayutla de José María Izazaga och delstaten Guerrero, i den södra delen av landet, 290 km väster om huvudstaden Mexico City. Cuauhtémoc ligger 177 meter över havet och antalet invånare är 254. Den ligger vid sjön Presa Adolfo López Mateos.
Terrängen runt Cuauhtémoc är varierad. Cuauhtémoc ligger nere i en dal. Runt Cuauhtémoc är det mycket glesbefolkat, med 6 invånare per kvadratkilometer. Närmaste större samhälle är Churumuco de Morelos, 15,8 km nordost om Cuauhtémoc. I omgivningarna runt Cuauhtémoc växer huvudsakligen savannskog.